# هوارد شيبارد
هوارد شيبارد هو سياسي كندي، ولد في 6 أكتوبر 1933 في برايتون في كندا، وتوفي في 16 سبتمبر 2013. حزبياً، نشط في حزب أونتاريو المحافظ التقدمي. وقد انتخب عضو برلمان مقاطعة أونتاريو.